# مصطفی دحلب
مصطفی دحلب (انگلیسی: Mustapha Dahleb) (زاده ۴ فوریه ۱۹۵۲) بازیکن فوتبال اهل الجزایر بوده است.
از باشگاه‌هایی که در آن بازی کرده‌است می‌توان به باشگاه فوتبال شباب بلوزداد، پاری سن ژرمن و نیس اشاره کرد. وی عضو تیم ملی فوتبال الجزایر در جام جهانی فوتبال ۱۹۸۲ بوده است.